# Pishill
Pishill är en by i civil parish Pishill with Stonor, i distriktet South Oxfordshire, i grevskapet Oxfordshire, i England. Byn är belägen 8 km från Henley-on-Thames. Pishill var en civil parish fram till 1922 när blev den en del av Pishill with Stonor. Civil parish hade 147 invånare år 1921.